# Meristogenys amoropalamus
Espèce
Synonymes
- Amolops amoropalamus Matsui, 1986

Statut de conservation UICN

 LC  : Préoccupation mineure
Meristogenys amoropalamus est une espèce d'amphibiens de la famille des Ranidae.

## Répartition
Cette espèce est endémique du Nord de Bornéo. Elle se rencontre entre 1 000 et 2 000 m d'altitude, :
- en Indonésie au Kalimantan ;
- en Malaisie dans le nord-est de l'État du Sarawak et dans l'État du Sabah.

## Publication originale
- Matsui, 1986 : Three new species of Amolops (Amphibia, Anura, Ranidae). Copeia, vol. 1986, no 3, p. 623-630.